# Туура-Джангак
Туура-Джангак (кирг. Туура-Жаңгак) — село в Сузакском районе Джалал-Абадской области Кыргызстана. Входит в состав Кара-Алминского айылного аймака.

## География
Село расположено в юго-восточной части области, к востоку от реки Урум-Башы (правый приток Кёгарта), на расстоянии приблизительно 47 километров (по прямой) к северо-востоку от села Сузак, административного центра района.

## Население
Согласно оценочным данным Национального статистического комитета Кыргызской Республики, на начало 2023 года постоянное население в селе отсутствовало.
| год     | 2009 | 2014 | 2015 | 2020 | 2021 | 2023 |
| ------- | ---- | ---- | ---- | ---- | ---- | ---- |
| человек | н/д  | 0    | 0    | 0    | 0    | 0    |